# 西山将士
西山将士（日语：／ Nishiyama Masashi，1985年7月9日—），日本男子柔道运动员。他曾代表日本参加2012年夏季奥林匹克运动会柔道比赛，获得男子90公斤级铜牌。他也曾在2009年夏季世界大学生运动会上获得铜牌。